# إنتاج الكاكاو في غانا

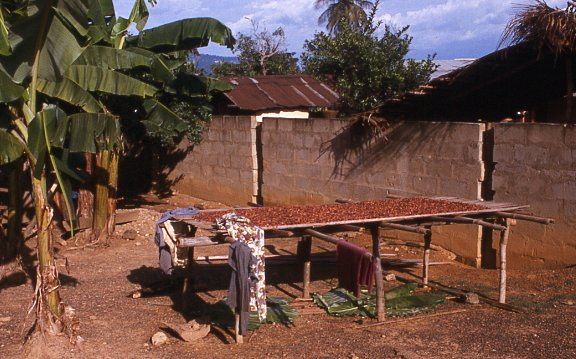
تجفيف الكاكاو

يعد الكاكاو التصدير الزراعي الأكبر لغانا والمصدر النقدي الرئيسي لها. تحتل غانا المركز الثاني كأكبر مصدر للكاكاو في العالم بعد ساحل العاج. ومع ذلك، يلاحظ أن زراعة الكاكاو في غانا تعد من أهم السلع المطورة والثمينة في العالم النامي. يتم إنتاج الكاكاو في الأجزاء المشجرة من المدينة: أشانتي، وبرونج أهافو، ووسطى غانا، وإيسترن، وغربي غانا، وفولتا، التي يكون فيها معدل هطول الأمطار بين 1000-1500 ميلليمتر في السنة.
تبدأ سنة المحصول في أكتوبر\ تشرين الأول مع بداية عمليات الشراء للمحصول الرئيسي، مع وجود دورة أصغر للمحصول تبدأ في يوليو\ تموز. يباع كل الكاكاو باستثناء الكميات التي تهرب إلى خارج البلاد بسعر ثابت إلى هيئات تسويق الكاكاو. رغم أن معظم إنتاج الكاكاو يقوم به الفلاحون وعلى قطع أرض لا تتجاوز مساحتها ثلاثة هكتارات، إلا أن عددًا قليلًا من المزارعين يهيمن على التجارة. أظهرت بعض الدراسات أن ربع المجموع الكلي من مزارعي الكاكاو يحصلون على أكثر من نصف مدخول الكاكاو. مع وجود أكثر من مليوني طفل يعملون في زراعة الكاكاو في غرب أفريقيا وبشكل خاص غانا وساحل العاج، كان استعباد الأطفال والتجارة بهم من الشواغل الرئيسية في عام 2018. مع ذلك، فشلت المحاولات الدولية لتحسين الأوضاع بسبب الفقر المستمر، وغياب المدارس، وزيادة الطلب العالمي للكاكاو، وزيادة كثافة زراعة الكاكاو، واستمرار استغلال عمالة الأطفال.
حولت الحكومة مسؤولية نقل المحاصيل للقطاع الخاص، حيث أزيلت إعلانات الإنتاج (الأسمدة، ومبيدات الحشرات، ومبيدات الفطريات، والمعدات)، وكان هناك تدبير لخصخصة قطاع التجهيز من خلال مشروع واحد على الأقل. وتم تقديم طريقة دفع جديدة عام 1982 في فترة شراء الفاصولياء المجففة عرفت بـ نظام فحص أكوفو (أكوفو تشيك سيستم). سابقًا، أبقى كتبة المشتريات في كثير من الأحيان مدفوعات نقدية، وأساؤوا استخدام الأموال، ودفعوا للمزارعين بشيكات مزيفة. بموجب نظام أكوفو، منح المزارع شيكًا موقعًا من كاتب المنتجات وأمين الخزائن يستطيع صرفه في أي مصرف من اختياره. استمرت تصفية المزارع ببطء، ومع نهاية عام 1990 بيعت سبع مزارع فقط من أصل اثني وخمسين مزرعة. رغم أن غانا من أكبر الدول المنتجة للكاكاو في أوائل الستينيات، فقد انخفض الإنتاج في أوائل الثمانينيات بشكل كبير جدًا. ويعزى سبب الانخفاض من معدل أكثر من أربعمئة وخمسين ألف طن في السنة إلى أقل من مئة وتسعة وخمسين ألف طن إلى تقدم الأشجار في العمر، انتشار الأمراض، والطقس السيئ، وكلفة الإنتاج القليلة. بالإضافة إلى حرائق في عام 1983 قامت بتدمير ستين ألف هكتار من مزارع الكاكاو، لذا بالكاد شكلت محاصيل 1983-1984 نسبة 28 بالمئة من 557,000 طن المسجلة في عام 1964-1965، تعافى بعدها الإنتاج إلى 228,000 طن في عام 1986-1987.
تظهر الأرقام أن الإنتاج بلغ 301,000 طن في عام 1988-1989، و 293,00 طن في عام 1990-1991 و305,000 طن في عام 1992-1993، بعد الانخفاض إلى 255,000 طن في عام 1993-1994، وعاد المحصول إلى حدود 300,000 طن في عام 1994-1995. استمر مجلس الكاكاو الغاني في إزالة القيود وخصخصة التسويق. رفع المجلس الأسعار للمنتجين وأدخل نظامًا جديدًا يوفر حوافز أكبر لتجار القطاع الخاص. وافق مجلس الكاكاو الغاني بشكل خاص على دفع الحد الأدنى من كلفة الإنتاج بالإضافة لرسوم إضافية لتغطية أسعارعمليات التنظيم والنقل وتوفير بعض الربح. ولا يزال مجلس الكاكاو الغاني ينظم الشحنات الخارجية وتصدير الكاكاو لضمان الحصول على جودة جيدة.
بالإضافة إلى إدخال إصلاحات تسويقية، حاولت الحكومة أيضًا إعادة هيكلة إنتاج الكاكاو. منح المزارعون في عام 1983 شتلات لاستبدال الأشجار التي فقدت في الجفاف والأشجار التي يزيد عمرها عن ثلاثين عاماً (قرابة ربع المجموع الكلي من مجموع الأشجار في عام 1984). حتى أوائل التسعينيات، استمرت إضافة ما يقارب 40 هكتارًا إلى المساحة الإجمالية البالغة 800,000 هيكتار المستخدمة في إنتاج الكاكاو كل سنة. بالإضافة إلى ذلك، بدأ تنفيذ برنامج رئيسي لتحسين الطرق القائمة وإنشاء 3000 كيلومتر من الطرق الفرعية لتخفيف عمليات نقل وبيع الكاكاو من مناطق أقل أهمية ولكن ذات خصوبة جيدة على الحدود مع ساحل العاج. علاوة على ذلك، حاولت الحكومة زيادة إنتاج الكاكاو من 300,000 كيلوغرام للهكتار الواحد لكي تتمكن من مجاراة جنوب شرق آسيا بمنتوج يصل إلى 1000 كيلوغرام للهكتار الواحد. وانصب التركيز الجديد على خدمات الإرشاد، واستخدام الأسمدة والمبيدات الحشرية. ونرى نتائج هذه التدابير من الزيادة الحاصلة من التسعينيات وحتى يومنا الحالي.        